# Хімена Діас
Хімена Діас (ісп. Jimena Díaz; бл. 1046 — бл. 1116) — володарка Валенсії в 1099—1102 роках.

## Життєпис
Належала до астуро-леонської знаті. Донька Дієго Фернандеса, графа Ов'єдо, та Христини Діас. Народилася близько 1046 року. Між 1074 та 1076 року вийшла заміж за Родріго Діаса де Вівара (відомого в подальшому як Сід КАмпеадор).
Хімена Діас всюди супроводжувала свого чоловіка, ймовірно у 1080—1086 роках в Сарагосі, потім в Астурії. У 1089 році після вигнання чоловіка з Кастилії Хімену разом з дітьми було ув'язнено.
Лише у 1094 році, коли Родріго Діас захопив Валенсію, Хімену з дітьми було звільнено. Вона перебралася до Валенсії. У 1099 року після смерті чоловіка стала сеньйорою Валенсії, але визнала зверхність імператора Альфонсо VI. У 1102 році не маючи змоги боронити Валенсію від військ Альморавідів було прийнято рішення спалити її та відступити.
1103 року деякий час мешкала в монастирі Сан-Педро-Карденья. Потім пересилилася до Бургосу, де померла близько 1116 року.

## Родина
Чоловік — Родріго Діас де Вівар, правитель Валенсії
Діти:
- Христина (бл. 1075—?) — дружина Раміро Санчеса, сеньйора Монсона. Мати наваррського короля Гарсії IV
- Дієго (бл. 1076—1097)
- Марія (1077—1105) — дружина Рамон-Беренгера III, графа Барселонського і Прованського